# Brestská pevnost
Pevnost Brest (rusky Брестская крепость, bělorusky Брэсцкая крэпасць) je ruská pevnost z 19. století a jedná se o unikátní systém pevnostních objektů, které se nacházejí ve městě Brest, v současném západním Bělorusku, 4 forty (I, K, L a O) leží v sousedním Polsku.

## Historie
Pevnost byla postavena na místě někdejšího středověkého osídlení, existujícího na ostrovech na soutoku řek Bug a Muchawiec a měla sloužit k ochraně západních hranic Ruské říše. Projekt navrhl ruský vojenský inženýr Dolovan v roce 1799 a rozpracovali ho inženýři Opermann, Maleckij a Feldmann, kteří navrhli čtyři obranné zóny. Plán byl schválen roku 1830. Centrální zóna Citadela byla vybudována na místě starého obchodního centra města a následně se rozrostla až k rameni řeky Muchiawec. Jižní, volyňské opevnění vzniklo na místě brestského hradu, zbořeného v průběhu stavby. Severní opevnění vyrostlo na místě Kobrinského obvodu města Brest, kde se předtím nacházely veřejné budovy i soukromá zástavba. Západní terespolské opevnění vzniklo při západním rameni řeky Bug. Vnější obrannou linii tvořily desetimetrové valy a náspy s cihlovými kasematami, kryjícími přístupy ke kanálům a mostům.
Základní kámen byl položen 1. června 1836 a v roce 1842 se pevnost stala bojeschopnou. Celková plocha pevnosti činí 4 km², délka obranných valů 6,2 km. Nejlépe chráněnou část – Citadelu – tvoří dvoupodlažní kasárna, dlouhá asi 2 km. Její valy jsou zhruba 2 metry silné a 500 kasemat mohlo poskytnout útočiště až 12 tisícům vojáků se zásobami a municí.
Za první světové války byla pevnost v roce 1915 evakuována a některá obranná zařízení byla zničena. V roce 1918 se stal Bílý palác pevnosti místem podepsání brestlitevské mírové smlouvy. V důsledku této smlouvy a v důsledku sovětsko-polské války připadla pevnost v roce 1921 Polsku.
V září 1939 byla pevnost dobyta Němci, přičemž byla poškozena Citadela i Bílý palác. Když v důsledku paktu Ribbentrop–Molotov došlo k ustavení nové hranice na řece Bug, připadla hlavní část pevnosti ležící na východním břehu této řeky Sovětskému svazu. Opevnění na západním břehu Bugu ovládali Němci, kteří i z tohoto místa přepadli 22. června 1941 centrální pevnost. Obrana pevnosti Brest se tak stala jednou z prvních významných bojových střetnutí Velké vlastenecké války. V roce 1965 obdržel Brest titul Město-hrdina a v roce 1971 byla pevnost přeměněna na památník.

## Odraz v kultuře
O obraně pevnosti v prvních dnech velké vlastenecké války v červnu a červenci roku 1941 pojednává československo-sovětský snímek Boj o Moskvu - Agrese z roku 1985 a dále rusko-běloruský film Brestská pevnost z roku 2010.